# Fulk Basset
Fulk Basset († 21. Mai 1259 in London) war ein Bischof der englischen Diözese London.

## Herkunft
Fulk Basset war der zweite Sohn von Alan Basset aus Wycombe in Buckinghamshire und von dessen Frau Alice de Gray, deren Identität nicht zweifelsfrei geklärt ist. Sein Vater gehörte zu den loyalsten Baronen von König Johann Ohneland. Nach dem Tod seines älteren Bruders Gilbert, dem wenige Wochen später dessen einziger Sohn folgte, erbte Basset 1241 die Besitzungen seines Vaters. 

## Kirchliche Laufbahn
Bereits um 1223 erhielt Basset eine erste reiche Pfründe in Howden in Yorkshire. 1227 erhielt er einen päpstlichen Dispens, um eine weitere Pfründe zu erhalten, und wurde Propst von Beverley. Es gibt keine Belege dafür, dass er in die Rebellion seiner Brüder Gilbert und Philip Basset verwickelt war, die 1233 zusammen mit Richard Marshal, 3. Earl of Pembroke gegen die Regierung unter Peter des Roches rebellierten, doch 1234 erhielt Basset vom König die Erlaubnis, von seinen Vasallen und Pächtern eine Sonderabgabe zur Begleichung seiner Schulden zu erheben. Mit diesen Einnahmen konnte er vielleicht Schäden beheben, die durch die Rebellion seiner Brüder entstanden waren. Basset wurde noch Inhaber weiterer Pfründen, doch 1238 reiste er zu Papst Gregor IX. und übergab diesem reuevoll zwei Pfründen, die er ohne päpstlichen Dispens innehatte und deren Aufgaben er selbst nicht wahrnahm. Dennoch wurde Basset 1239 dazu Dekan von York und im Dezember 1241 wurde er von den Kanonikern von St Paul’s zum neuen Bischof von London gewählt. Damit widersetzten sich die Kanoniker dem Wunsch von König Heinrich III., der hoffte, Peter D’Aigueblanche, einen Verwandten seiner Frau, der bislang Bischof von Hereford war, zum Bischof des reicheren Bistums London zu machen. Der König bestätigte jedoch bereits am 28. Januar 1242 Bassets Wahl und schenkte ihm zur Feier seiner Bischofsweihe eine erhebliche Menge Wildbret. Da das Amt des Erzbischofs von Canterbury jedoch vakant war, verzögerte sich die Übergabe der Temporalien bis zum 16. März 1244, und erst am 9. Oktober 1244 erfolgte Bassets Weihe. Zuvor waren die Temporalien ab 1242 von Ralph Dayrell verwaltet worden, die Einnahmen flossen in die königliche Kasse. 

## Wirken als Bischof von London

### Geistliches Wirken
Auch wenn Basset kein studierter Theologe war, war er ein Briefpartner des gelehrten Franziskaners Adam Marsh und an geistlichen Fragen interessiert. Auch der Chronist Matthew Paris sah in ihm als besonnenem und sorgfältigem Mann einen geeigneten Kandidaten für ein Bischofsamt. Um die Amtsausübung der Bischöfe zu verbessern, wies der neue Papst Innozenz IV. die Metropoliten an, neue Bischöfe, die nicht studiert hatten, zu unterrichten. Auch Bonifatius von Savoyen, der neue Erzbischof von Canterbury, wurde vom Papst angewiesen, Basset vor seiner Weihe zu unterrichten.
Als Bischof erwies sich Basset als aktiver Verwalter seiner Diözese. Eine Kopie aus dem 14. Jahrhundert des Aktenverzeichnisses seiner Amtszeit ist erhalten geblieben, das Informationen über Akten zu den einzelnen Pfarreien, aber auch zu den Klöstern seiner Diözese enthält. Auch wenn dieses Verzeichnis vermutlich bereits vor Bassets Amtszeit begonnen wurde, ist offensichtlich, dass er auf die Fortführung des Verzeichnisses großen Wert legte. Daneben erließ Basset teils ausführliche Regeln für die Seelsorge in seiner Diözese. 

### Verhältnis zur Krone und zum Erzbischof von Canterbury
Bassets Anspruch auf die Rechte seiner Diözese und der Kirchenprovinz Canterbury brachten ihn gelegentlich in Konflikt mit der Krone. 1249 warnte der König ihn und Bischof Grosseteste von Lincoln, dass sie nicht den päpstlichen Kandidaten Master Robert of Gloucester in sein Amt in der Kirche von Enford in Wiltshire einführen sollten, da der König das Recht zur Besetzung dieser Pfründe beanspruchte. Einen ähnlichen Hinweis erhielt er 1256, als er nicht die Exkommunikation über Roger, den Abt von Gloucester Abbey, aussprechen sollte, da dieser noch in schwebende Verfahren vor den königlichen Gerichten und vor dem Gerichtshof des Erzbischofs von Canterbury verwickelt war. Trotz dieser Streitpunkte war König Heinrich III. dem Bischof sehr wohlgesinnt. 1244 und 1247 erhielt Basset Vormundschaften zugesprochen, dazu wurde seine Abwesenheit von Gerichtsverhandlungen in den Grafschaften entschuldigt oder Prozesse gegen ihn wurden verzögert. Weiterhin erhielt er oft Geschenke des Königs, vor allem Wildbret, Wein und das Recht auf Holzeinschlag in den königlichen Wäldern.
Im Gegenzug war Basset zunächst ein zuverlässiger Unterstützer des Königs. 1244 wurde er beauftragt, den schottischen König Alexander II. zu Friedensverhandlungen mit Heinrich III. nach Newcastle zu geleiten. 1245 nahm er am Ersten Konzil von Lyon teil, wo er einer der sechs Bischöfe war, die zusagten, 6000 Mark für die Unterstützung des Papstes zu sammeln. Basset tat dies wohl unwillig, und 1246 unterstützte er wohl die Geistlichkeit seiner Diözese, als diese sich gegen die Aufforderung des Papstes wehrte, ein Drittel bis die Hälfte der Einkünfte aus ihren Pfründen für drei Jahre dem Papst zu überlassen. Auch mit Erzbischof Bonifatius von Savoyen geriet er in heftigen Streit, als Basset 1250 den Kanonikern von St Paul’s riet, sich wegen der Versuche des Erzbischofs, der Kathedrale eine offizielle Visitation abzustatten, an den König zu wenden. Der Erzbischof exkommunizierte ihn darauf. Zeitweise überlegte Basset wohl, gezielt den Widerstand gegen den Erzbischof zu organisieren, da er den Abt von St Albans um Unterstützung bat und sich mit anderen Bischöfen in Dunstable traf, doch schließlich verzichtete er auf dieses Unterfangen. 1251 unterwarf er sich dem Erzbischof, der ihm die Absolution erteilte. Zu diesem Schritt bewog ihn vielleicht die Angst, dass der König, der den Erzbischof unterstützte, Rache an ihm, aber auch an seiner Familie üben könne. In diesem Jahr hatte der König den Richter Henry of Bath, dessen Frau mit Basset verwandt war, wegen Korruptionsvorwürfen entlassen, und angeblich soll der König gedroht haben, dass auch andere Angehörige der Familie Basset bestraft werden könnten.

### Rolle während der Adelsrebellion 1258
1252 gehörte Basset zu den Bischöfen, die sich gegen den Zehnten wehrten, den der König zur Finanzierung seines Kreuzzugs auf die Einkünfte der Geistlichkeit erheben wollte. Besonders erzürnte den König, dass Basset diese Abgabe nur entrichten wollte, wenn der König seinerseits erneut die Magna Carta bestätigte. Zwar versöhnte sich der König wieder mit seinen Bischöfen, die er 1253 in London traf. Zu dieser Zeit stand Basset jedoch eher auf der Seite der kirchlichen Reformer statt auf der Seite des Königs. Zwei Jahre später widersetzte sich Basset den Forderungen des Papstes, worauf ihm der König erneut zürnte. Dennoch kam es nicht zum Bruch mit dem König, der ihm im Juni 1255 wegen seiner Verdienste vergab. 1257 wurde Basset zu einem der Verwalter der Ländereien von Richard von Cornwall bestellt, dem Bruder des Königs, der nach Deutschland reiste, um sich dort zum römisch-deutschen König krönen zu lassen. Im selben Jahr wurde Basset auch in den königlichen Rat aufgenommen. Zwar stand Basset 1258 auch der Adelsopposition nahe, doch der König benannte ihn als einen seiner Kandidaten, die im Rat der 24 ein Reformprogramm für die Regierung ausarbeiten sollten. Nachdem dieses Programm, die Provisions of Oxford, vom Parlament im Juni 1258 beschlossen wurde, gehörte Basset nicht dem neuen, 15-köpfigen Staatsrat an, der de facto die Regierung übernommen hatte. 1259 widersetzte sich Basset mit anderen Bischöfen den königlichen Beamten John Mansel und Henry Wingham, als diese von den Geistlichen wieder den Zehnten eintreiben wollten, den der Papst dem König zur Finanzierung des sizilianischen Abenteuers bewilligt hatte. Inwieweit Basset tatsächlich die Ziele der Adelsopposition unterstützte, kann nicht geklärt werden, da er an der Pest erkrankte und starb. Er wurde am 25. Mai 1259 in der St Paul’s Cathedral begraben.
Sein Erbe wurde sein jüngerer Bruder Philip. Möglicherweise war Fulk of Sandford, Erzbischof von Dublin, ein unehelicher Sohn von ihm.